# Lista pierwiastków chemicznych
Pierwiastki chemiczne oraz niektóre z ich właściwości:
| Symb. | Nazwa      | L.a. | Std. m. atom. | Stan skupienia             | Charakter chemiczny     | Gęstość (w 20 °C) | T. topn. (°C) | T. wrz. (°C) | Rok odkrycia | Odkrywca                                                                      |
| ----- | ---------- | ---- | ------------- | -------------------------- | ----------------------- | ----------------- | ------------- | ------------ | ------------ | ----------------------------------------------------------------------------- |
| H     | wodór      | 1    | 1,0080        | gaz                        | niemetal                | 84 µg/cm³         | -259,1        | -252,9       | 1766         | Cavendish                                                                     |
| He    | hel        | 2    | 4,0026        | gaz                        | niemetal/gaz szlachetny | 170 µg/cm³        | -272,2        | -268,9       | 1895         | Ramsay, Cleve i Langlet                                                       |
| Li    | lit        | 3    | 6,94          | ciało stałe                | metal                   | 0,53 g/cm³        | 180,5         | 1317         | 1817         | Arfvedson                                                                     |
| Be    | beryl      | 4    | 9,0122        | ciało stałe                | metal                   | 1,85 g/cm³        | 1278          | 2970         | 1797         | Vauquelin                                                                     |
| B     | bor        | 5    | 10,81         | ciało stałe                | niemetal/półmetal       | 2,46 g/cm³        | 2300          | 2550         | 1808         | Davy i Gay-Lussac                                                             |
| C     | węgiel     | 6    | 12,011        | ciało stałe                | niemetal/półmetal       | 3,51 g/cm³        | 3550          | 4827         | prehistoria  | nieznany                                                                      |
| N     | azot       | 7    | 14,007        | gaz                        | niemetal                | 1,17 mg/cm³       | -209,9        | -195,8       | 1772         | Rutherford                                                                    |
| O     | tlen       | 8    | 15,999        | gaz                        | niemetal                | 1,33 mg/cm³       | -218,4        | -182,9       | 1774         | Priestley i Scheele                                                           |
| F     | fluor      | 9    | 18,998        | gaz                        | niemetal                | 1,58 mg/cm³       | -219,6        | -188,1       | 1886         | Moissan                                                                       |
| Ne    | neon       | 10   | 20,180        | gaz                        | niemetal/gaz szlachetny | 0,84 mg/cm³       | -248,7        | -246,1       | 1898         | Ramsay u. Travers                                                             |
| Na    | sód        | 11   | 22,990        | ciało stałe                | metal                   | 0,97 g/cm³        | 97,8          | 892          | 1807         | Davy                                                                          |
| Mg    | magnez     | 12   | 24,305        | ciało stałe                | metal                   | 1,74 g/cm³        | 648,8         | 1107         | 1755         | Black                                                                         |
| Al    | glin       | 13   | 26,982        | ciało stałe                | metal/półmetal          | 2,70 g/cm³        | 660,5         | 2467         | 1825         | Oersted                                                                       |
| Si    | krzem      | 14   | 28,085        | ciało stałe                | niemetal/półmetal       | 2,33 g/cm³        | 1410          | 2355         | 1824         | Berzelius                                                                     |
| P     | fosfor     | 15   | 30,974        | ciało stałe                | niemetal/półmetal       | 1,82 g/cm³        | 44 (P4)       | 280 (P4)     | 1669         | Brand                                                                         |
| S     | siarka     | 16   | 32,06         | ciało stałe                | niemetal                | 2,06 g/cm³        | 113           | 444,7        | prehistoria  | nieznany                                                                      |
| Cl    | chlor      | 17   | 35,45         | gaz                        | niemetal                | 2,95 mg/cm³       | -101          | -34,6        | 1774         | Scheele                                                                       |
| Ar    | argon      | 18   | 39,95         | gaz                        | niemetal/gaz szlachetny | 1,66 mg/cm³       | -189,4        | -185,9       | 1894         | Ramsay i Lord Rayleigh                                                        |
| K     | potas      | 19   | 39,098        | ciało stałe                | metal                   | 0,86 g/cm³        | 63,7          | 774          | 1807         | Davy                                                                          |
| Ca    | wapń       | 20   | 40,078        | ciało stałe                | metal                   | 1,54 g/cm³        | 839           | 1487         | 1808         | Davy                                                                          |
| Sc    | skand      | 21   | 44,956        | ciało stałe                | metal                   | 2,99 g/cm³        | 1539          | 2832         | 1879         | Nilson                                                                        |
| Ti    | tytan      | 22   | 47,867        | ciało stałe                | metal                   | 4,51 g/cm³        | 1660          | 3260         | 1791         | Gregor i Klaproth                                                             |
| V     | wanad      | 23   | 50,942        | ciało stałe                | metal                   | 6,09 g/cm³        | 1890          | 3380         | 1801         | del Rio                                                                       |
| Cr    | chrom      | 24   | 51,996        | ciało stałe                | metal                   | 7,14 g/cm³        | 1857          | 2482         | 1797         | Vauquelin                                                                     |
| Mn    | mangan     | 25   | 54,938        | ciało stałe                | metal                   | 7,44 g/cm³        | 1244          | 2097         | 1774         | Gahn                                                                          |
| Fe    | żelazo     | 26   | 55,845        | ciało stałe                | metal                   | 7,87 g/cm³        | 1535          | 2750         | prehistoria  | nieznany                                                                      |
| Co    | kobalt     | 27   | 58,933        | ciało stałe                | metal                   | 8,89 g/cm³        | 1495          | 2870         | 1735         | Brand                                                                         |
| Ni    | nikiel     | 28   | 58,693        | ciało stałe                | metal                   | 8,91 g/cm³        | 1453          | 2732         | 1751         | Cronstedt                                                                     |
| Cu    | miedź      | 29   | 63,546        | ciało stałe                | metal                   | 8,92 g/cm³        | 1083,5        | 2595         | prehistoria  | nieznany                                                                      |
| Zn    | cynk       | 30   | 65,38         | ciało stałe                | metal                   | 7,14 g/cm³        | 419,6         | 907          | prehistoria  | nieznany                                                                      |
| Ga    | gal        | 31   | 69,723        | ciało stałe                | metal                   | 5,91 g/cm³        | 29,8          | 2403         | 1875         | Lecoq de Boisbaudran                                                          |
| Ge    | german     | 32   | 72,630        | ciało stałe                | metal/półmetal          | 5,32 g/cm³        | 937,4         | 2830         | 1886         | Winkler                                                                       |
| As    | arsen      | 33   | 74,922        | ciało stałe                | niemetal/półmetal       | 5,72 g/cm³        | 613           | 613          | ca. 1250     | Albert Wielki                                                                 |
| Se    | selen      | 34   | 78,971        | ciało stałe                | niemetal                | 4,82 g/cm³        | 217           | 685          | 1817         | Berzelius                                                                     |
| Br    | brom       | 35   | 79,904        | ciecz                      | niemetal                | 3,14 g/cm³        | -7,3          | 58,8         | 1826         | Balard                                                                        |
| Kr    | krypton    | 36   | 83,798        | gaz                        | niemetal/gaz szlachetny | 3,48 mg/cm³       | -156,6        | -152,3       | 1898         | Ramsay i Travers                                                              |
| Rb    | rubid      | 37   | 85,468        | ciało stałe                | metal                   | 1,53 g/cm³        | 39            | 688          | 1861         | Bunsen i Kirchhoff                                                            |
| Sr    | stront     | 38   | 87,62         | ciało stałe                | metal                   | 2,63 g/cm³        | 769           | 1384         | 1790         | Crawford                                                                      |
| Y     | itr        | 39   | 88,906        | ciało stałe                | metal                   | 4,47 g/cm³        | 1523          | 3337         | 1794         | Gadolin                                                                       |
| Zr    | cyrkon     | 40   | 91,224        | ciało stałe                | metal                   | 6,51 g/cm³        | 1852          | 4377         | 1789         | Klaproth                                                                      |
| Nb    | niob       | 41   | 92,906        | ciało stałe                | metal                   | 8,58 g/cm³        | 2468          | 4927         | 1801         | Hatchett                                                                      |
| Mo    | molibden   | 42   | 95,95         | ciało stałe                | metal                   | 10,28 g/cm³       | 2617          | 5560         | 1778         | Scheele                                                                       |
| Tc    | technet    | 43   | [97]          | ciało stałe                | metal                   | 11,49 g/cm³       | 2172          | 5030         | 1937         | Perrier i Segrè                                                               |
| Ru    | ruten      | 44   | 101,07        | ciało stałe                | metal                   | 12,45 g/cm³       | 2310          | 3900         | 1844         | Claus                                                                         |
| Rh    | rod        | 45   | 102,91        | ciało stałe                | metal                   | 12,41 g/cm³       | 1966          | 3727         | 1803         | Wollaston                                                                     |
| Pd    | pallad     | 46   | 106,42        | ciało stałe                | metal                   | 12,02 g/cm³       | 1552          | 3140         | 1803         | Wollaston                                                                     |
| Ag    | srebro     | 47   | 107,87        | ciało stałe                | metal                   | 10,49 g/cm³       | 961,9         | 2212         | prehistoria  | nieznany                                                                      |
| Cd    | kadm       | 48   | 112,41        | ciało stałe                | metal                   | 8,64 g/cm³        | 321           | 765          | 1817         | Strohmeyer                                                                    |
| In    | ind        | 49   | 114,82        | ciało stałe                | metal                   | 7,31 g/cm³        | 156,2         | 2080         | 1863         | Reich i Richter                                                               |
| Sn    | cyna       | 50   | 118,71        | ciało stałe                | metal                   | 7,29 g/cm³        | 232           | 2270         | prehistoria  | nieznany                                                                      |
| Sb    | antymon    | 51   | 121,76        | ciało stałe                | metal/półmetal          | 6,69 g/cm³        | 630,7         | 1750         | prehistoria  | nieznany                                                                      |
| Te    | tellur     | 52   | 127,60        | ciało stałe                | niemetal/półmetal       | 6,25 g/cm³        | 449,6         | 990          | 1782         | von Reichenstein                                                              |
| I     | jod        | 53   | 126,90        | ciało stałe                | niemetal                | 4,94 g/cm³        | 113,5         | 184,4        | 1811         | Courtois                                                                      |
| Xe    | ksenon     | 54   | 131,29        | gaz                        | niemetal/gaz szlachetny | 4,49 g/dm³        | -111,9        | -107         | 1898         | Ramsay i Travers                                                              |
| Cs    | cez        | 55   | 132,91        | ciało stałe                | metal                   | 1,90 g/cm³        | 28,4          | 690          | 1860         | Bunsen i Kirchhoff                                                            |
| Ba    | bar        | 56   | 137,33        | ciało stałe                | metal                   | 3,65 g/cm³        | 725           | 1640         | 1808         | Davy                                                                          |
| La    | lantan     | 57   | 138,91        | ciało stałe                | metal                   | 6,16 g/cm³        | 920           | 3454         | 1839         | Mosander                                                                      |
| Ce    | cer        | 58   | 140,12        | ciało stałe                | metal                   | 6,77 g/cm³        | 798           | 3257         | 1803         | von Hisinger i Berzelius                                                      |
| Pr    | prazeodym  | 59   | 140,91        | ciało stałe                | metal                   | 6,48 g/cm³        | 931           | 3212         | 1885         | von Welsbach                                                                  |
| Nd    | neodym     | 60   | 144,24        | ciało stałe                | metal                   | 7,00 g/cm³        | 1010          | 3127         | 1885         | von Welsbach                                                                  |
| Pm    | promet     | 61   | [145]         | ciało stałe                | metal                   | 7,22 g/cm³        | 1080          | 2730         | 1945         | Marinsky i Glendenin                                                          |
| Sm    | samar      | 62   | 150,36        | ciało stałe                | metal                   | 7,54 g/cm³        | 1072          | 1778         | 1879         | Lecoq de Boisbaudran                                                          |
| Eu    | europ      | 63   | 151,96        | ciało stałe                | metal                   | 5,25 g/cm³        | 822           | 1597         | 1901         | Demaçay                                                                       |
| Gd    | gadolin    | 64   | 157,25        | ciało stałe                | metal                   | 7,89 g/cm³        | 1311          | 3233         | 1880         | de Marignac                                                                   |
| Tb    | terb       | 65   | 158,93        | ciało stałe                | metal                   | 8,25 g/cm³        | 1360          | 3041         | 1843         | Mosander                                                                      |
| Dy    | dysproz    | 66   | 162,50        | ciało stałe                | metal                   | 8,56 g/cm³        | 1409          | 2335         | 1886         | Lecoq de Boisbaudran                                                          |
| Ho    | holm       | 67   | 164,93        | ciało stałe                | metal                   | 8,78 g/cm³        | 1470          | 2720         | 1878         | Soret                                                                         |
| Er    | erb        | 68   | 167,26        | ciało stałe                | metal                   | 9,05 g/cm³        | 1522          | 2510         | 1842         | Mosander                                                                      |
| Tm    | tul        | 69   | 168,93        | ciało stałe                | metal                   | 9,32 g/cm³        | 1545          | 1727         | 1879         | Cleve                                                                         |
| Yb    | iterb      | 70   | 173,05        | ciało stałe                | metal                   | 6,97 g/cm³        | 824           | 1193         | 1878         | de Marignac                                                                   |
| Lu    | lutet      | 71   | 174,97        | ciało stałe                | metal                   | 9,84 g/cm³        | 1656          | 3315         | 1907         | Urbain                                                                        |
| Hf    | hafn       | 72   | 178,49        | ciało stałe                | metal                   | 13,31 g/cm³       | 2150          | 5400         | 1923         | Coster i vón Hevesy                                                           |
| Ta    | tantal     | 73   | 180,95        | ciało stałe                | metal                   | 16,68 g/cm³       | 2996          | 5425         | 1802         | Ekeberg                                                                       |
| W     | wolfram    | 74   | 183,84        | ciało stałe                | metal                   | 19,26 g/cm³       | 3407          | 5927         | 1783         | Bracia de Elhuyar                                                             |
| Re    | ren        | 75   | 186,21        | ciało stałe                | metal                   | 21,03 g/cm³       | 3180          | 5627         | 1925         | Noddack, Tacke i Berg                                                         |
| Os    | osm        | 76   | 190,23        | ciało stałe                | metal                   | 22,61 g/cm³       | 3045          | 5027         | 1803         | Tennant i Wollastone                                                          |
| Ir    | iryd       | 77   | 192,22        | ciało stałe                | metal                   | 22,65 g/cm³       | 2410          | 4130         | 1803         | Tennant                                                                       |
| Pt    | platyna    | 78   | 195,08        | ciało stałe                | metal                   | 21,45 g/cm³       | 1772          | 3827         | 1557         | Scaliger                                                                      |
| Au    | złoto      | 79   | 196,97        | ciało stałe                | metal                   | 19,32 g/cm³       | 1064,4        | 2940         | prehistoria  | nieznany                                                                      |
| Hg    | rtęć       | 80   | 200,59        | ciecz                      | metal                   | 13,55 g/cm³       | -38,9         | 356,6        | prehistoria  | nieznany                                                                      |
| Tl    | tal        | 81   | 204,38        | ciało stałe                | metal                   | 11,85 g/cm³       | 303,6         | 1457         | 1861         | Crookes                                                                       |
| Pb    | ołów       | 82   | 207,2         | ciało stałe                | metal                   | 11,34 g/cm³       | 327,5         | 1740         | prehistoria  | nieznany                                                                      |
| Bi    | bizmut     | 83   | 208,98        | ciało stałe                | metal                   | 9,80 g/cm³        | 271,4         | 1560         | 1540         | Agricola                                                                      |
| Po    | polon      | 84   | [209]         | ciało stałe                | metal/półmetal          | 9,20 g/cm³        | 254           | 962          | 1898         | Maria i Piotr Curie                                                           |
| At    | astat      | 85   | [210]         | ciało stałe                | niemetal/półmetal       |                   | 302           | 337          | 1940         | Corson i MacKenzie                                                            |
| Rn    | radon      | 86   | [222]         | gaz                        | niemetal/gaz szlachetny | 9,23 mg/cm³       | -71           | -61,8        | 1900         | Dorn                                                                          |
| Fr    | frans      | 87   | [223]         | ciało stałe                | metal                   |                   | 27            | 677          | 1939         | Perey                                                                         |
| Ra    | rad        | 88   | [226]         | ciało stałe                | metal                   | 5,50 g/cm³        | 700           | 1140         | 1898         | Maria i Piotr Curie                                                           |
| Ac    | aktyn      | 89   | [227]         | ciało stałe                | metal                   | 10,07 g/cm³       | 1047          | 3197         | 1899         | Debierne                                                                      |
| Th    | tor        | 90   | 232,04        | ciało stałe                | metal                   | 11,72 g/cm³       | 1750          | 4787         | 1829         | Berzelius                                                                     |
| Pa    | protaktyn  | 91   | 231,04        | ciało stałe                | metal                   | 15,37 g/cm³       | 1554          | 4030         | 1917         | Soddy, Cranston i Hahn                                                        |
| U     | uran       | 92   | 238,03        | ciało stałe                | metal                   | 18,97 g/cm³       | 1132,4        | 3818         | 1789         | Klaproth                                                                      |
| Np    | neptun     | 93   | [237]         | ciało stałe                | metal                   | 20,48 g/cm³       | 640           | 3902         | 1940         | McMillan i Abelson                                                            |
| Pu    | pluton     | 94   | [244]         | ciało stałe                | metal                   | 19,74 g/cm³       | 641           | 3327         | 1940         | Seaborg                                                                       |
| Am    | ameryk     | 95   | [243]         | ciało stałe                | metal                   | 13,67 g/cm³       | 994           | 2607         | 1944         | Seaborg                                                                       |
| Cm    | kiur       | 96   | [247]         | ciało stałe                | metal                   | 13,51 g/cm³       | 1340          |              | 1944         | Seaborg                                                                       |
| Bk    | berkel     | 97   | [247]         | ciało stałe                | metal                   | 13,25 g/cm³       | 986           |              | 1949         | Seaborg                                                                       |
| Cf    | kaliforn   | 98   | [251]         | ciało stałe                | metal                   | 15,1 g/cm³        | 900           |              | 1950         | Seaborg                                                                       |
| Es    | einstein   | 99   | [252]         | ciało stałe                | metal                   |                   | 860           |              | 1952         | Seaborg                                                                       |
| Fm    | ferm       | 100  | [257]         | ciało stałe                | metal                   |                   |               |              | 1952         | Seaborg                                                                       |
| Md    | mendelew   | 101  | [258]         | ciało stałe                | metal                   |                   |               |              | 1955         | Seaborg                                                                       |
| No    | nobel      | 102  | [259]         | ciało stałe                | metal                   |                   |               |              | 1958         | Seaborg                                                                       |
| Lr    | lorens     | 103  | [262]         | ciało stałe                | metal                   |                   |               |              | 1961         | Ghiorso                                                                       |
| Rf    | rutherford | 104  | [267]         | prawdopodobnie ciało stałe | metal                   |                   |               |              | 1964/69      | Flerow lub Ghiorso                                                            |
| Db    | dubn       | 105  | [268]         | prawdopodobnie ciało stałe | metal                   |                   |               |              | 1967/70      | Flerow lub Ghiorso                                                            |
| Sg    | seaborg    | 106  | [269]         | prawdopodobnie ciało stałe | metal                   |                   |               |              | 1974         | Oganessian                                                                    |
| Bh    | bohr       | 107  | [270]         | prawdopodobnie ciało stałe | metal                   |                   |               |              | 1976         | Oganessian                                                                    |
| Hs    | has        | 108  | [269]         | prawdopodobnie ciało stałe | metal                   |                   |               |              | 1984         | Instytut Badań Ciężkich Jonów w Darmstadt (GSI), Niemcy                       |
| Mt    | meitner    | 109  | [277]         | prawdopodobnie ciało stałe | metal                   |                   |               |              | 1982         | Instytut Badań Ciężkich Jonów w Darmstadt                                     |
| Ds    | darmsztadt | 110  | [281]         | prawdopodobnie ciało stałe | metal                   |                   |               |              | 1994         | Instytut Badań Ciężkich Jonów                                                 |
| Rg    | roentgen   | 111  | [282]         | prawdopodobnie ciało stałe | metal                   |                   |               |              | 1994         | Instytut Badań Ciężkich Jonów                                                 |
| Cn    | kopernik   | 112  | [285]         | prawdopodobnie ciecz       | metal                   |                   |               |              | 1996         | Instytut Badań Ciężkich Jonów                                                 |
| Nh    | nihon      | 113  | [286]         | prawdopodobnie ciało stałe | metal                   |                   |               |              | 2003         | Riken                                                                         |
| Fl    | flerow     | 114  | [290]         | prawdopodobnie ciało stałe | metal                   |                   |               |              | 1998         | Zjednoczony Instytut Badań Jądrowych i Lawrence Livermore National Laboratory |
| Mc    | moskow     | 115  | [290]         | prawdopodobnie ciało stałe | metal                   |                   |               |              | 2003         | Zjednoczony Instytut Badań Jądrowych                                          |
| Lv    | liwermor   | 116  | [293]         | prawdopodobnie ciało stałe | metal                   |                   |               |              | 2000         | Zjednoczony Instytut Badań Jądrowych i Lawrence Livermore National Laboratory |
| Ts    | tenes      | 117  | [294]         | prawdopodobnie ciało stałe | prawdopodobnie niemetal |                   |               |              | 2009         | Zjednoczony Instytut Badań Jądrowych                                          |
| Og    | oganeson   | 118  | [294]         | prawdopodobnie ciało stałe | prawdopodobnie niemetal |                   |               |              | 2002         | Zjednoczony Instytut Badań Jądrowych                                          |